# أنتوني تايلور (كاهن كاثوليكي)
أنتوني تايلور (بالإنجليزية: Anthony Taylor) هو كاهن كاثوليكي أمريكي، ولد في 24 أبريل 1954 في فورت وورث في الولايات المتحدة.